# GLEAM-X J162759.5−523504.3
 (juin 2023).
Améliorez-le ou discutez des points à vérifier. 
GLEAM-X J162759.5−523504.3 est un signal radio très puissant et extrêmement variable. Ce signal est apparu pour la première fois en janvier 2018. Le signal a été découvert par le radio astronome Tyrone O'doherty lors d'une cartographie de la Voie lactée faite avec le radiotélescope MWA (Murchison Widefield Array). Ce signal a été détecté lors de la cartographie de la constellation de la Règle. À ce moment le signal apparaissait comme une source irrégulière et erratique que l'on apparente à un pulsar. Le seul problème c'est que le signal apparait dans une période de 18,18 minutes mais un pulsar émet un signal dans une période moyenne d'environ 1 seconde, ce qui fait que cet objet n'en est pas un,,,,.

## Caractérisation du signal
Au vu de l'étrangeté du signal, l'équipe de l'université de Curtin en Australie utilisera le MWA pour effectuer des photos de cette région pour permettre des mesures sur ce fameux signal. Le MWA prendra des photos toutes les 24 heures pour voir l'évolution de cet objet. Le signal restera actif et régulier pendant le mois de janvier 2018, il ne donnera pas de signe de vie la moitié du mois suivant puis il redeviendra actif le reste du mois de mars 2018 et ensuite silence radio. L'équipe du MWA fouillera dans les archives de ce dernier pour voir si le signal n'avait pas été détecté avant, il s'apercevront que ce signal n'avait jamais été observé avant et que donc ils sont les premiers à l'avoir détecté,,,.

## Théorie du complot
Évidemment un tel signal pose bien des questions et la presse prendra vite l'argument explicatif des extraterrestres, mais cette hypothèse ne se base sur aucune preuve pour s'étayer. De plus le signal semble totalement erratique et il agit dans une large bande de fréquences, ce qui montre qu'il s'agit bien d'un phénomène naturel et non d'un signal émis par une éventuelle technologie extraterrestre,,,.

## Possibilité de l'identification
Avec toutes ces caractéristiques, cet objet semble être un objet d'un type jamais vu. Il y a trois possibilités :
- Première possibilité : Il serait un magnétar qui interagirait avec un nuage de gaz ce qui causerait un ralentissement de la rotation de ce dernier. Cette théorie semble convaincante surtout que le signal est polarisé ce qui signifie qu'il possède un très grand champ magnétique et donc il serait un magnétar d'un nouveau type, pouvant entretenir un fort champ magnétique tout en gardant une vitesse de rotation inhabituellempent faible. Cette hypothèse explique la polarisation du signal mais pas l'irrégularité de ce dernier et le seul problème c'est qu'avec une rotation aussi lente, cela serait impossible que le magnétar conserve son champ magnétique.
- Deuxième possibilité : GLEAM-X J162759.5−523504.3 serait une naine blanche qui possèderait un disque d'accrétion ainsi que deux jets de matière dont l'un aurait pointé vers nous. Ce deuxième cas expliquerait l'irrégularité du signal mais il n'explique pas pourquoi cet objet aurait un tel champ magnétique.
- Mais ces deux cas n'expliquent pas pourquoi le signal a disparu. Une troisième hypothèse voudrait que ce soit une exoplanète qui masque l'astre, mais là encore le signal aurait été masqué selon une période régulière ce qui n'est pas le cas.

Depuis le MWA reste en veille sur cette région du ciel pour savoir si le signal réapparait,,,,,,.